# پخش زنده شنبه شب (فصل ۳۷)
پخش زنده شنبه شب فصل سی و هفتم خود را در بین سال‌های ۲۰۱۱–۲۰۱۲ (۱۳۹۰–۱۳۹۱) در شبکهٔ ان‌بی‌سی تجربه می‌نماید. این فصل به صورت رسمی از ۲۴ سپتامبر آغاز به کار کرد. وی برای شانزدهمین بار میزبان بود.
از ابتدای این فصل نسیم پدراد به یکی از بازیگران اصلی این برنامه تبدیل شد. در ضمن یکی از بازیگران غیراصلی، پاول برتین از ۱۴ ژانویه ۲۰۱۲ از گروه جدا و کین کینون به گروه اصلی اضافه شد.

## بازیگران
بازیگران قدیمی
- فرد ارمیسن
- ابی الیوت
- بیل هیدر
- ست مایرز
- بابی موینیهان
- نسیم پدراد
- اندی سمبرگ
- جیسون سودیکیس
- کینن تامسون
- کریستین ویگ

بازیگران غیردائم
- ونسا بایر
- پاول بریتن  آخرین حضور ۱۴ ژانویه ۲۰۱۲
- تاران کیلام
- کیت مک‌کینون  اولین حضور ۷ آوریل ۲۰۱۲
- جی فاروآ

ضخیم شده به معنای مجری اخبار هفتگی است

## نویسندگان
سارا اشنایدر به عنوان نویسنده به گروه نویسندگان اضافه شد. وی حداقل برای پنج برنامه از فصل قبلی (۳۵) متن نوشته بود. کریس کلی پیش از این برای شادی یا مرگ کار کرده بود نیز به گروه اضافه شد. زاک کانین از شبکه خبر پیاز و پیتر شولتز نیز از دیگر افراد اضافه شدن بودند.

## فهرست
- ۲۴ سپتامبر ۲۰۱۱ الک بالدوین/رادیوه (۳۷٫۱، زنده)
- ۱ اکتبر ۲۰۱۱ ملیسا مکارتی/لیدی آنتبلوم (۳۷٫۲، زنده)
- ۸ اکتب ۲۰۱۱ بن استیلر/فاستر پیپل (۳۷٫۳، زنده)
- ۱۵ اکتبر ۲۰۱۱ آنا فاریس/دریک (۳۷٫۴، زنده)
- ۲۴ سپتامبر ۲۰۱۱ (تکرار ۳۷٫۱)
- ۲۹ اکتبر ۲۰۱۱ (تکرار ۳۷٫۳)
- ۵ نوامبر ۲۰۱۱ چارلی دی/مارون ۵ (۳۷٫۵، زنده)
- ۱۲ نوامبر ۲۰۱۱ اما استون/کلدپلی (۳۷٫۶، زنده)
- ۱۹ نوامبر ۲۰۱۱ جیسون سگل/فلورنس+ ماشین (۳۷٫۷، زنده)
- (تکرار ۳۷٫۲)
- ۳ دسامبر ۲۰۱۱ استیو بوشمی/بلک آی کیز (۳۷٫۸، زنده)
- ۱۰ دسامبر ۲۰۱۱ کیتی پری/رابین (۳۷٫۹، زنده)
- ۱۷ دسامبر ۲۰۱۱ جیمی فالن/مایکل بوبله (۳۷٫۱۰، زنده)
- خالی
- ۳۱ دسامبر ۲۰۱۱ (تکرار ۳۷٫۷)
- ۷ ژانویه ۲۰۱۲ چالرز بارکلی/کلی کلارکسون (۳۷٫۱۱، زنده)
- ۱۴ ژانویه ۲۰۱۲ دنیل رادکلیف/لانا دل ری (۳۷٫۱۲، زنده)
- ۲۱ ژانویه ۲۰۱۲(تکرار ۳۷٫۶)
- ۲۸ ژانویه ۲۰۱۲(تکرار ۳۷٫۱۰)
- ۴ فوریه ۲۰۱۲ چنین تاتوم/بون ایور (۳۷٫۱۳، زنده)
- ۱۱ فوریه ۲۰۱۲ زویی دشانل/کارمین (۳۷٫۱۴، زنده)
- ۱۸ فوریه ۲۰۱۲ مایا رودولف/اسله بالز (۳۷٫۱۵، زنده)
- ۲۵ فوریه ۲۰۱۲ (تکرار ۳۷٫۵)
- ۳ مارس ۲۰۱۲ لیندسی لوهان/جک وایت (۳۷٫۱۶، زنده)
- ۱۰ مارس ۲۰۱۲ جونا هیل/شاینز (۳۷٫۱۷، زنده)
- ۱۷ مارس ۲۰۱۲ (تکرار ۳۷٫۱۱)
- ۲۴ مارس ۲۰۱۲(تکرار ۳۷٫۱۴)
- ۳۱ مارس ۲۰۱۲(تکرار ۳۷٫۰۹)
- ۷ آوریل ۲۰۱۲ سوفیا ورگارا/وان دایرکشن (۳۷٫۱۸، زنده)
- ۱۴ آوریل ۲۰۱۲ جاش بولین/گوتیه (۳۷٫۱۹، زنده)
- ۲۱ آوریل ۲۰۱۲ (تکرار ۳۷٫۱۲)
- ۲۸ آوریل ۲۰۱۲(تکرار ۳۷۱۳)
- ۱۲ می ۲۰۱۲ ویل فارل/آشر (۳۷٫۲۱، زنده)
- ۱۹ می ۲۰۱۲ میک جگر (۳۷٫۲۲، زنده)

## قسمت‌ها
| شماره قسمت  | تاریخ            | میزبان        | مهمان موسیقایی | نکات |  |
| ----------- | ---------------- | ------------- | -------------- | --- |  |
| ۷۰۳ (۳۷٫۱)  | ۲۴ سپتامبر ۲۰۱۱  | الک بالدوین   | رادیوهد        | - رادیو هد آهنگ "گلاهای لوتوس" و "استابرکیس" را اجرا کردند. - رادیوهد به اجرای "گل‌های لوتوس"و "استایرکیس". - استویر مارتین و ست روگن در تک‌گویی بالدین حاضر و اوا را مورد آزمایش اعتیاد قرار دادند - با پخش این برنامه، بالدوین رکورد دارد حضور به عنوان میزبان در برنامه یکذشنبه شب‌ها زنده برای شانزهمین بار شد (همراه با استوی مارتین). |  |
| ۷۰۴ (۳۷٫۲)  | ۱ اکتبر ۲۰۱۱     | ملیسا مکارتی  | لیدی آنتبلوم   | - لیدی آنتبلوم «شب از آن ماست» و «فقط یک بوسه». |  |
| ۷۰۵ (۳۷٫۳)  | ۸ اکتبر ۲۰۱۱     | بن استیلر     | فاستر پیپل     | - - فاستر پیپل به اجرای "پمپ ضربات" و هودینی" پرداخت. - هیو جکمن در نقش دنیل رادکلیف در 'بهترین‌های دوجهان با هیو جکمن' ظاهر شد در حالی که اندی سمبرگ در نفش هیو بود. |  |
| ۷۰۶ (۳۷٫۴)  | ۱۵ اکتبر ۲۰۱۱    | آنا فاریس     | دریک           | - دریک به اجرای «سرخط‌ها» و «باعث افتخار من شو» را پرداخت و در نماهنگ دیجیتال اس‌انل‌ال ∗ و نیز در گزارش هفتگی ∗ ظاهر شد. - نیکی میناژ برای اجرا به دریک پیوست. |  |
| ۷۰۷ (۳۷٫۵)  | ۵ نوامبر ۲۰۱۱    | چارلی دی      | مارون ۵        | - مارون ۵ به اجرای «مثل یک جاگر برو» و «استریو هاترز». آدام لاوین نیز برای اجرای یک کمی در برنامه حاضر شد. |  |
| ۷۰۸ (۳۷٫۶)  | ۱۲ نوامبر ۲۰۱۱   | اما استون     | کلدپلی         | - کلدپلی به اجرای «بهشت» و «هر گریه‌ایی آبشاری‌است» پرداخت و همچنین در بخش اخبار هفتگی نیز حضور یافت. - اندرو گارفیلد در تک گویی اما استون حاضر شد. |  |
| ۷۰۹ (۳۷٫۷)  | ۱۹ نوامبر۲۰۱۱    | جیسون سیگل    | فلورنس + ماشین | - فلونرنس+ ماشین به اجرای «تکان دادن» و «خاموشی، خاموشی» پرداخت، فلورنس ولش به اجرای یک نقش ظنز نیز پرداخت. - فرماندار جان هانتسمندر اخبار هفتگی حاضر شد. - اولویا وایددر برنامه نماهنگ دیجیتال اس‌ان‌ال نقش ایفا نمود. |  |
| ۷۱۰ (۳۷٫۸)  | ۳ دسامبر ۲۰۱۱    | استیو بوشمی   | بلک آی کیز     | - بلک آی کیز به اجرای «پسر دوست‌داتنی» و «طلا در پایینرفتن». - مایا رودولف در نقش ویتنی هیوستوندر طنز «برنامه مایلی سایروس» ظاهر شد. |  |
| ۷۱۱ (۳۷٫۹)  | ۱۰ دسامبر ۲۰۱۱   | کیتی پری      | روبین          | - روبین به اجرای «دوستت را صدا بزن» و «رقص به اختیار» پرداخت. - دارل هلمون در تقش دانالد ترامپ ظاهر شد. - مت دیمون و وال کیلمر در نماهنگ دیجیتال اس‌ان‌ال نقش ایفا کردند. - الک بالدوین به ایفای نقش در اخبار هفتگی پرداخت. |  |
| ۷۱۲ (۳۷٫۱۰) | ۱۷ دسامبر ۲۰۱۱   | جیمی فالن     | مایکل بوبله    | - مایکل بوبله به اجرای پرداخت. وی همچنین در تقش خودش با هنرنمایی جیمی فالن به اجرای دوتایی پرداخت، جیمی در نقش‌های متعددی از قبیل جاستین بیبر پرداخت. - فال که زمانی بازیگر نیمه-وقت برنامه بود حضور خودش به عنوان میزبان را در سال ۱۹۹۸ پیش‌بینی کرده بود. - جود لا، امی پوهلر و تینا فی در اخبار هفتگی حضور یافتند. (ویل آرنت نیز در آخر برنامه به همراه تریس مورگان، کریس کاتن و هواشیو سانز به بقیه در زمین اسکیت اضافه شدند) |  |
| ۷۱۳ (۳۷٫۱۱) | ۷ زانویه ۲۰۱۲    | چالرز بارکلی  | کلی کلارکسون   | - کلی کلارکسون به اجرای "قویتر(جی تورا نمی‌کشد)" ∗ و "آقا می‌داستنم" ∗ . - این برنامه به دلیل مسابقه فوتبال آمریکایی پیش از آن دچار تأخیر شد که باعث شد تا چالرز بارکلی به دلیل اینکه دومین بار بود به این بلا دچار می‌شد رکوردار حضور میزبانان با تأخیر شود. - |  |
| ۷۱۴ (۳۷٫۱۲) | ۱۴ زانویه ۲۰۱۲   | دنیل رادکلیف  | لانا دل ری     | - لانا دل ری به اجرای «بازی ویدئویی» ∗ و «جین‌های آبی» ∗. - آخرین بازی پاول بیتن به عنوان بازیگر اصلی - دنیل رادکلیف گوشه‌ایی از هری پاتر را برای بار دیگر بعد از اتمام فیلم هری پاتر ۷ بازی به نمایش گذاشت. |  |
| ۷۱۵ (۳۷٫۱۳) | ۴ فوریه ۲۰۱۲     | چینین تاتوم   | بون ایور       | - بون ایور به اجرای «هولوسنه» ∗ و «بث/استراحت» ∗. |  |
| ۷۱۶ (۳۷٫۱۴) | ۱۱ فوریه ۲۰۱۲    | زویی دشانل    | کارمین (باند)  | - کارمین (باند) به اجرای «قلب شکسته» ∗ و «بهت گفته بودم» ∗. - دین دجوردین در یکی از نمایش‌ها ظاهر شد. - نیکلاس کیج به همراه بدلش در اس‌ان‌ال، اندی سمبرگ، در اخبار هفتگی حاضر شدند. - ابن برنامه به ویتنی هیوستون تقدیم شد که به تازگی در بورلی هیلز، ۴ ساعت پیش از شروع نمایش، فوت کرده بود که در ادامه به وی با نمایش عکسش ادای احترام کردند |  |
| ۷۱۷ (۳۷٫۱۵) | ۱۸ ۱۸ فوریه ۲۰۱۲ | مایا رودولف   | اسله بالز      | - اسله بالز به اجرای "بچه برگرد" ∗ و آخر خط ∗ پرداخت. - پاول سیمون در تک‌گویی اول برنامه حاضر شد.. - امی پوهلر برای حضور در نقش قدیمی خود که با مایا همبازی بود به برنامه بازگشت. وی در ادامه در اخبار هفتگی نیز حاضر شد تا هم بخش واقعاً؟ را اجرا نماید و هم در نقش هیلاری کلینتون (به یاد کاری که در سال ۲۰۰۸ انجام داده بود) ظاهر شود. - جاستین تیمبرلیک نیز در نمایش 'برونکس بیت در نقش جاستین ورنون ظاهر شد. - بیل اورایلی مجری معروف فاکس نیوز و نیز کیت اپتوندر نمایشی به نام "چه خبر شده" حاضر شدند. |  |
| ۷۱۸ (۳۷٫۱۶) | ۳ مارس ۲۰۱۲      | لندسی اوهان   | جک وایت        | - جک وایت آهنگ‌های وقفهٔ عشق∗ و شانزده بیسکویت ∗ را اجرا نمود. - رابی امانفول در اجرای اول جک وایت به وی پیوست. - جیمی فالن نیز در تککویی ابتدای برنامه حاضر بود. - جان هم نیز در ابتدای تک‌کویی و نیز در اخبار هفتگی نقش ایفا نمود. |  |
| ۷۱۹ (۳۷٫۱۷) | ۱۰ مارس ۲۰۱۲     | جونا هیل      | شاینز          | - شاینز آهنگهای "آهنگ ساده" ∗ و "این فقط زندگی‌است" ∗. - تام هنکس در تکگویی ابتدای برنامه حاضر شد. - جان مکنور در نماهنگ اس‌ان‌ال دیجیتال به ایفای نقش پرداخت. |  |
| ۷۲۰ (۳۷٫۱۸) | ۷ آوریل ۲۰۱۲     | سوفیا وریگارا | وان دایرکشن    | - وان دایرکشن آهنگ‌هایی به نام "چی تورا زیبا نموده" ∗ و "یک چیز" ∗ اجرا و در کمدی "نمایش مانوئل اورتیز" نیز حاضر شدند. - کیت مک‌کینون نیز اولین نقشش را در اس‌ان‌ال ظاهر شد. |  |
| ۷۲۱ (۳۷٫۱۹) | ۱۴ آوریل ۲۰۱۲    | Jجاش برولین   | گوتیه          | - گوتیه آهنگ "کسی که می‌شناختم" ∗ و "چشمان تماماً باز" ∗ اجرا و در نماهنگ دیجیتال اس‌ان‌ال طنزی را اجرا نمودند. - استیون اسپیلبرگ نیز در یکی دیگر از نماهنگ دیجیتال اس‌ان‌ال ظاهر شد. - کیمبرا نیز به گوتیه در اجرا پیوست. |  |
| ۷۲۲ (۳۷٫۲۰) | ۵ می ۲۰۱۲        | ایلای منینگ   | ریحانا         | - ریحانا به اجرای کیک تولید و حرف حرف و نیز کجا بودی پرداخت. - چند تن از هم تیمی‌های ایلای منینگ، کریس اسنی، دیوید باس، دیوید دیهل و شاون اوهارا نبز در برنامه حاضر بودند. همسر ایلای نیز در میان تماشاگران بود. - ساشا بارون کوهن در اخبار هفتگی با گریم فیلم دیکتاتور حاضر شد. به همراه وی مارتین اسکورسیزی به شکل گروگان حاضر شد تا از فیلم وی دفاع نماید. - این برنامه به یاد یکی از اعضای بیستی بویز، ادام یانچ، به وی تقدیم شد. وی روز پیش از برنامه فوت کرده بود. همچنین کلیپی کوتاه از وی نیز به نمایش درآمد که در فصل ۲۰ همین برنامه اجرا کرده بود.                                                                                                   |  |
| ۷۲۳ (۳۷٫۲۱) | ۱۲ می ۲۰۱۲       | ویل فارل      | آشر            | - آشر آهنگ‌های فریاد ∗ و اوج ∗ را اجرا و در نماهنگ دیجیتال اس‌ان‌ال نیز حاضر شد. علاوه بر این در کمدی مناظره فانکی تاون ۲۰۱۲ نیز نقش ایفا نمود. - مادر ویل فالر، بتی کی فارل، در در تک‌گویی ابتدای برنامه به همراه ویل حاضر شد. - ویل فورتی در کمدی کلاسیک ای‌اس‌پی‌ان در نقض هامیلتون ظاهر شد. - جاستین بیبر، جورما تاکون، جولیان کاسابلاکاس، جان هم، جاستین تیمبرلیک، ناتالی پورتمن، مایکل بولتون و آکیوا شفر در یکصدمین برنامهٔ نماهنگ دیجیتال اس‌ان‌ال حاضر شدند. - لیام نیسن در گزارش هفتگی در معرفی فیلم جدیدش حاضر شد. |  |
| ۷۲۴ (۳۷٫۲۲) | ۱۹ می ۲۰۱۲       | میک جگر       | میک جگر        | - جان هم در نمایش لاورنس ولک و در مراسم خداحافطی حاضر شد. - کریستین ویگ آخرین برنامه‌اش را به عنوان عضو اصلی انجام داد و از برنامه خداحافظی نمود. - میک جگر به اجرای آهنگ‌های آخرین بار ∗ با گروه آرکید فایر و فقط این راک اند رول است با گروه فو فایترز پرداخت. - کریس پارنل در نمایش اس‌ان‌ال دیجیتال و در خداحافظی کریستین ویگ حاضر بود. - استیو مارتین، راشل دراچ، امی پولر، کریس کاتن، ویل فورته، لورن مایکلز، جان هم به همراه تمام گروه نمایش اس‌ان‌ال در مراسم خداحافظی کریستسن ویگ حاضر بودند. این مراسم با خواندن آهنگ از سوی آرکید فایر و میک جگر به نام او رنگین‌کمان است نیز همراه بود. (در هنگام پایان برنامه نیز نیز آهنگ سه‌شنبه رابی ∗ را می‌خواندند). |  |